# Маккензи (футбольный клуб)
Спорт Клуб «Маккензи» (порт. Sport Club Mackenzie) или просто Маккензи (порт. Mackenzie) — бразильский спортивный и бывший футбольный клуб из города Рио-де-Жанейро. Цвета клуба — чёрный и белый. Штаб-квартира клуба расположена в округе Мейер, на севере города.

## История
«Маккензи» основан 15 марта 1914 года. Клуб участвовал в первом дивизионе чемпионата Кариока с 1921 по 1924, но с появлением профессионализма упал в низшие дивизионы. В 1923 году клуб выиграл Торнео Инисио.
В 2006 году баскетбольный клуб «Маккензи», «собрат» футбольной команды, вышел в высший дивизион чемпионата Бразилии по баскетболу.